# Брем Коен
Брем Коен — американський програміст. Відомий як автор однорангового протоколу peer-to-peer (P2P) BitTorrent (2001), та розробник першого клієнта для обміну файлами, який використовував цей протокол і мав назву BitTorrent. Є співзасновником конференції CodeCon та організатором зустрічей розробників P2P у районі затоки Сан-Франциско. Був співавтором системи керування версіями Codeville та засновником криптовалюти Chia, яка реалізує алгоритм консенсусу «доказ простору і часу» (proof of space and time).

## Нагороди та визнання
Коен ушанований кількома відзнаками за свою роботу над протоколом BitTorrent, зокрема:
- Премія Wired Rave 2004 року[1]
- 2005 року MIT Technology Review 35 входить до списку 35 найкращих новаторів світу віком до 35 років[2]
- 100 найвпливовіших людей за версією журналу 's 2005 року[3]
- Нагорода USENIX STUG 2006 року[4]
- Еволюція Інтернету 2010 100[5]